# Es war so wunderschön
Es war so wunderschön (È stato così meraviglioso) op. 467, è una marcia di Johann Strauss (figlio).
La vita musicale di Vienna subì una profonda trasformazione quando, il 13 marzo 1870, Josef Strauss ed Eduard Strauss, con l'assistenza di Johann, organizzarono il loro primo concerto (una domenica pomeriggio) nella sala dorata del Musikverein (da poco inaugurato), la nuova sede della Gesellschaft der Musikfreunde (Società degli amici della musica).
Molte voci si levarono contro le esibizioni dei fratelli Strauss nel Musikverein, poiché ritenuta una profanazione eseguire musica da ballo in una sala da concerti. Nonostante ciò, il concerto registrò il tutto esaurito e l'apprezzamento del pubblico fece sì che per i successivi 30 anni, l'orchestra Strauss si esibisse regolarmente ogni domenica pomeriggio.
Con la prematura scomparsa di Josef, nel luglio 1870, e con la sempre maggiore preoccupazione di Johann rivolta verso la composizione di operette, la responsabilità delle orchestre Strauss passò sotto le mani di Eduard. Fu lui a dirigere i concerti della domenica pomeriggio nel corso dei decenni, e fu lui a dare le prime assolute di diverse composizioni del fratello Johann.
Così fu anche per i pezzi orchestrali che Johann ricavò rielaborando i motivi della sua operetta Waldmeister che ebbe la sua prima al Theater an der Wien di Vienna il 4 dicembre 1895. Cinque dei sei pezzi per orchestra creati dalle melodie dell'operetta furono ascoltate per la prima volta durante i concerti della domenica di Eduard.
Tra questi la marcia Es war so wunderschon, il nuovo lavoro apparve come ultimo punto nel programma del concerto del 15 marzo 1896 (casualmente, il giorno del 61º compleanno di Eduard), semplicemente intitolata marcia dall'operetta Waldmeister.